# Фриц Липман
Фриц Липман (на английски: Fritz Albert Lipmann) е германо-американски биохимик и съоткривател на коензим А през 1945 г. Заради тези си и други изследвания върху коензима, той е награден с Нобелова награда за физиология или медицина през 1953 г.

## Биография
Липман е роден в Кьонигсберг, Германия, в еврейско семейство. Следва медицина в университета на Кьонигсберг, Берлин и Мюнхен и завършва в Берлин през 1924 г. Връща се в Кьонигсберг, за да следва химия при професор Ханс Меервайн. През 1926 г. той е привлечен от Ото Майерхоф в Обществото на кайзер Вилхелм в Берлин. След това той следва Майерхоф в института Макс Планк за медицински изследвания в Хайделберг.
От 1939 г. живее и работи в САЩ. От 1949 до 1957 г. е професор по биохимия в Харвардското медицинско училище. От 1957 г. той преподава и води изследвания в Рокфелеровия университет в Ню Йорк.